# Ba-ta-clan
Ne doit pas être confondu avec Bataclan.
Personnages
- Fé-an-nich-ton
- Ké-ki-ka-ko
- Ko-ko-ri-ko
- Fé-ni-han

Ba-ta-clan est une chinoiserie musicale ou une opérette en un acte de Jacques Offenbach, livret de Ludovic Halévy, créée au théâtre des Bouffes-Parisiens le  29 décembre 1855. Le titre est un jeu sur le mot « bataclan », séparé en trois monosyllabes par des tirets, comme s'il s'agissait d'un mot Chinois. « Bataclan » signifiant ici le grand remue-ménage qui se déroule (tiré de l'expression « tout le bataclan »). 

## Argument
Deux expatriés français en « Che-i-noor », un lointain royaume de langue chinoise, se laissent entraîner dans un complot visant à renverser le roi. Après beaucoup de difficultés à communiquer, un peu de danse et de chant révolutionnaire, tout finit bien.

## Distribution originale
Version du 29 décembre 1855
| Rôle                                                         | Interprète      | Tessiture |
| ------------------------------------------------------------ | --------------- | --------- |
| Fé-ni-han (souverain de Ché-i-no-or)                         | Étienne Pradeau | Ténor     |
| Ké-ki-ka-ko (de la suite de Fé-ni-han)                       | Jean Berthelier | Ténor     |
| Ko-ko-ri-ko (capitaine des gardes et chef de la conjuration) | Guyot           | Baryton   |
| Fé-an-nich-ton (de la suite de Fé-ni-han)                    | Mlle Dalmont    | Soprano   |

## Airs
| N° | Titre                            | Air                        | Interprètes                            |
| -- | -------------------------------- | -------------------------- | -------------------------------------- |
| 1  | Marche, chœur et quatuor chinois | Entrez, messieurs et dames | Tous                                   |
| 2  | Romance                          | J'étais aimable, élégante  | Fé-an-nich-ton                         |
| 3  | Duo                              | Te souviens-tu             | Fé-an-nich-ton, Ké-ki-ka-ko            |
| 4  | Ronde de Florette                |                            | Fé-an-nich-ton                         |
| 5  | Duo italien                      | Morto !                    | Fé-ni-han, Ko-ko-ri-ko                 |
| 6  | Trio bouffe                      | Je suis français           | Fé-an-nich-ton, Fé-ni-han, Ké-ki-ka-ko |
| 7  | Final                            | le Ba-ta-clan              | Tous                                   |

## Discographie
Jacques Offenbach : Ba-Ta-Clan, Orchestre Jean-François Paillard, Chorale Philippe Caillard
- Dirigé par Marcel Couraud
- Distribution : Huguette Boulangeot (Fé-an-nich-ton), Raymond Amade (Ké-ki-ka-ko), Rémy Corazza  (Fé-ni-han), René Terrasson (Ko-ko-ri-ko), Jean Desailly (le récitant).
- Date d'enregistrement : 1959
- Label : ERATO 063-19 989-2 (CD, avec Les Bavards)

Jacques Offenbach : Ba-Ta-Clan, L'ensemble instrumental de Basse-Normandie (partition réorchestrée)
- Dirigé par Dominique Debart
- Distribution : Maryse Castets (Fé-an-nich-ton), Vincent Vittoz (Ké-ki-ka-ko), Bernard van der Meersch (Fé-ni-han), Michel Hubert (Ko-ko-ri-ko)
- Date d'enregistrement : 1986
- Label : Pluriel PL 3374 (CD)